# Faliscos
Os faliscos (em latim: falisci) foram uma antiga tribo italiana. Eram de origem sabina, mas falavam uma língua itálica, o falisco, muito semelhante ao latim. Habitavam a cidade de Faléria, além de uma considerável extensão do campo circundante, provavelmente até incluir a pequena cidade de Capena, a sul.
Apesar da dominação etrusca, os faliscos conservaram muitos traços da sua origem itálica, tais como a adoração das divindades Juno Quiritis) e Ferônia, o culto de Dis Sorano pelos hírpios, ou os sacerdotes saltadores do fogo no monte Sorate, e, sobretudo, a sua língua.